# Marele Premiu al Azerbaidjanului
Marele Premiu al Azerbaidjanului este o cursă organizată anual în Azerbaidjan, care face parte din calendarul Formulei 1 până în 2023. Prima ediție a avut loc în 2017, însă prima cursă pe Circuitul orașului Baku s-a desfășurat în 2016 sub numele de Marele Premiu al Europei.

## Edițiile Marelui Premiu al Azerbaidjanului
Toate edițiile s-au desfășurat pe Circuitul orașului Baku.
| An   | Pole position     | Cel mai rapid tur | Pilotul câștigător | Constructorul câștigător   | Detalii           |
| ---- | ----------------- | ----------------- | ------------------ | -------------------------- | ----------------- |
| 2017 | Lewis Hamilton    | Sebastian Vettel  | Daniel Ricciardo   | Red Bull Racing-TAG Heuer  | Detalii           |
| 2018 | Sebastian Vettel  | Valtteri Bottas   | Lewis Hamilton     | Mercedes                   | Detalii           |
| 2019 | Valtteri Bottas   | Charles Leclerc   | Valtteri Bottas    | Mercedes                   | Detalii           |
| 2020 | Nu s-a desfășurat | Nu s-a desfășurat | Nu s-a desfășurat  | Nu s-a desfășurat          | Nu s-a desfășurat |
| 2021 | Charles Leclerc   | Max Verstappen    | Sergio Pérez       | Red Bull Racing-Honda      | Detalii           |
| 2022 | Charles Leclerc   | Sergio Pérez      | Max Verstappen     | Red Bull Racing-RBPT       | Detalii           |
| 2023 | Charles Leclerc   | George Russell    | Sergio Pérez       | Red Bull Racing-Honda RBPT | Detalii           |

## Statistici
Piloții și echipele îngroșate concurează în sezonul actual de Formula 1.

### Multipli câștigători
| Victorii | Pilot        | Ani        |
| -------- | ------------ | ---------- |
| 2        | Sergio Pérez | 2021, 2023 |

| Victorii | Constructor     | Ani                    |
| -------- | --------------- | ---------------------- |
| 4        | Red Bull Racing | 2017, 2021, 2022, 2023 |
| 2        | Mercedes        | 2018, 2019             |

### Multipli deținători depole position
| Pole-uri | Pilot           | Ani              |
| -------- | --------------- | ---------------- |
| 3        | Charles Leclerc | 2021, 2022, 2023 |